# Les község
Les község (románul: Comuna Leșu) község Beszterce-Naszód megyében, Romániában. Központja Les, hozzá tartozik Lunca Leșului.

## Népessége
A 2011-es népszámlálás adatai alapján a község népessége 2510 fő volt.